# Alessandro Figà Talamanca
Alessandro Figà Talamanca (Roma, 25 maggio 1938 – Roma, 27 novembre 2023) è stato un matematico italiano.

## Biografia
Dopo la laurea in matematica all'Università degli Studi di Roma La Sapienza, con una borsa di studio Fulbright nel 1964 conseguì il PhD all'Università della California, Los Angeles (UCLA), quindi insegnò al MIT dal 1966 al 1968, ed in molte altre prestigiose università statunitensi fino agli anni '70. Professore incaricato di analisi matematica all'Università di Genova dal 1966, in ruolo dal 1970, divenne docente ordinario di analisi matematica alla Sapienza nel 1977, dove ha poi svolto l'intera carriera accademica fino al collocamento fuori ruolo nel 2008, quando poi è diventato professore emerito; la sua attività di ricerca ha riguardato principalmente il settore dell'analisi armonica. 
Si è occupato a lungo degli aspetti politico-organizzativi della ricerca matematica in Italia e del sistema universitario in generale, con interventi, talvolta molto decisi sui giornali nazionali, in particolare sui quotidiani la Repubblica e il Riformista. Esponente della cultura laica italiana, è stato uno stretto collaboratore di Carlo Pucci, proseguendone l'opera ed al contempo impegnandosi pure nei programmi di formazione dei giovani matematici e nel collegamento fra la matematica italiana e gli ambienti di ricerca internazionali. 
Presidente  dell'Unione Matematica Italiana per due trienni (1988-1993) e membro del Consiglio Scientifico da oltre 20 anni, è stato altresì presidente dell'Istituto Nazionale di Alta Matematica (INdAM) dal 1995 al 2003, membro del Consiglio Universitario Nazionale e del comitato direttivo della Scuola matematica interuniversitaria, nonché membro del Comitato nazionale per la valutazione del sistema universitario (CNVSU) dal 1999 al 2004. Dal 2007 al 2009, è stato direttore del Dipartimento di Matematica "Guido Castelnuovo" dell'Università di Roma "La Sapienza". Al di fuori della comunità dei matematici, è noto anche per la stringente critica al sistema dell'impact factor per la valutazione delle pubblicazioni scientifiche. È morto il 27 novembre 2023.